# 黄鳍棘鲷
黃鰭棘鯛（学名：Acanthopagrus latus），同種異名黃鰭鯛，俗名黃鰭，在香港及華南地區又稱黃腳鱲，是輻鰭魚綱鱸形目鯛科棘鲷属的其中一種鱼类。

## 分布
本魚分布於红海、印度洋北部沿岸、印度西太平洋區，包括模里西斯、塞席爾群島、馬爾地夫、亞丁灣、波斯灣、斯里蘭卡、印度、安達曼海、泰國、緬甸、馬來西亞、菲律賓、印尼、馬里亞納群島、諾魯、帛琉、密克羅尼西亞、澳洲，北至朝鲜日本、韓國，以及中國沿海如南海、台湾海峡等海域。

## 深度
水深3至50公尺，属于浅海底层鱼类。其多生活于岩礁海区。

## 特徵
本魚外觀輪廓和黑棘鯛類似，但可從其側線上方至背鰭硬棘中間部位僅有鱗片4至5枚而加以區分。腹鰭黃色；臀鰭基底黑色，尾鰭下半部黃色。兩眼間具黑帶，側線起點僅具一小黑斑。背鰭硬棘11枚，軟條11枚；臀鰭硬棘3枚，軟條8至9枚。側線鱗片數44至47枚。體長可達50公分。

## 生態
本魚屬於熱帶、溫帶沿岸雜食性底棲魚類，喜棲息在沙泥底質水域，有時會進入河口內灣。幼魚期全為雄性，到3至4年生才轉變成雌性。每年9至11月為產卵期。性敏感多疑，警戒性強。

## 經濟利用
高級的食用魚，可用燒烤或煮湯或紅燒食用。是重要的養殖魚類，具高經濟價值。